# Rio Ourika
O rio Ourika ou Oued Ourika (em árabe: نهر أوريكا) é um rio de Marrocos que nasce no Alto Atlas, na parte oriental do maciço do Toubkal, dentro do Parque Nacional do Toubkal. O seu trecho mais famoso é o Vale de Ourika, um dos locais de maior beleza natural nos arredores de Marraquexe, situado a poucas dezenas quilómetros a sudeste daquela cidade.
O vale do Ourika, que se estende ao longo da parte exterior do zona nordeste do Parque Nacional do Toubkal e até cerca de 30 km a leste de Marraquexe, é um dos lugares de maior beleza natural e etnográfica da zona de Marraquexe. É habitado essencialmente por berberes que, apesar da proximidade da grande cidade, preservam muito do seu modo de vida ancestral.

## Flora e fauna
Desde o final do século XIX que têm sido registadas algumas espécies biológicas raras no vale, nomeadamente o freixo Fraxinus dimorpha. O vale é o único local do Alta Atlas onde se encontra o macaco-de-gibraltar (Macaca sylvanus). Além do vale de Ourika, esta espécie ameaçada só se encontra no Médio Atlas e algumas pequenas populações disjuntas na Argélia e em Gibraltar.

## Lugares e atrações turísticas
- Setti-Fatma — último douar (aldeia) acessível pela estrada asfaltada, é a localidade do vale que atrai mais turistas, tanto estrangeiros e vindos de partes mais longíquas de Marrocos, como de Marraquexe, é o ponto de partida de diversas rotas de excursão pelas montanhas vizinhas. Uma das mais populares segue o curso de uma torrente com ete cascatas.

- Tnine-de-l’Ourika — pequeno douar sem grande interesse arquitetural, onde se realiza um souk tradicional com alguma importância regional todas as segundas-feiras.

- Horta (jardin) de Timalizene — horta de montanha onde se cultivam sobretudo essências locais.

- Safranière de l'Ourika — quinta onde se produz açafrão; a visita é mais interessante do fim de outubro a meados de novembro, quando ocorre a colheita daquela especiaria.

- Horta bio-aromática de Ourika — horta biológica de plantas aromáticas e medicinais.

- Ecomuseu berbere do Vale de Ourika — situado na aldeia de oleiros de Tafza, mostra a cultura berbere através de uma coleção de fotografias, de peças de olaria, joias, tapetes e têxteis.